# Dictyna moctezuma
Dictyna moctezuma är en spindelart som beskrevs av Willis J. Gertsch och Davis 1942. Dictyna moctezuma ingår i släktet Dictyna och familjen kardarspindlar. Inga underarter finns listade i Catalogue of Life.